# ستیون رید
ستیون رید (انگلیسی: Steven Reid؛ زادهٔ ۱۰ مارس ۱۹۸۱) یک بازیکن فوتبال اهل ایرلند است.